# Ninurta-tukulti-Aššur
Ninurta-tukulti-Aššur (Ninurta-tukulti-Aschschur, Ninurta-tukulti-Assur), Sohn von Aššur-dan I. war ein assyrischer König.
| Autor              | Regierungszeit | Anmerkungen            |
| ------------------ | -------------- | ---------------------- |
| Cassin 1966        | 1134           | mittlere Chronologie   |
| Gasche et al. 1998 | 1133           | Ultrakurze Chronologie |
| Freydank 1991      | 1132           |                        |

Er regierte um das Jahr 1133, möglicherweise auch vorher, während der Regentschaft seines Vaters Aššur-dan I. Er regierte ṭupppišu, was gewöhnlich als „unter einem Jahr“ übersetzt wird.
Er scheint den Thron mit babylonischer Hilfe bestiegen zu haben. Laut der Chronik P gab er die Statue des Marduk, die Tukulti-Ninurta I. aus Babylon geraubt hatte, zurück. Seine Herrschaft ist durch zahlreiche Dokumente belegt, darunter viele Wirtschaftstexte.
Der assyrische König (vermutlich Mutakkil-Nusku) hat ihn laut einem Brief des babylonischen Königs (Itti-Marduk-balāṭu?) als „einen unmännlichen Buhlknaben“ bezeichnet. Nach kurzer Regierungszeit wurde er durch seinen Bruder Mutakkil-Nusku vertrieben und flüchtete nach Babylonien.

## Eponyme Beamte
- Aššur-šezibanni, Sohn von Pa'uzu
- Sîn-šeja
- Pišqija, Sohn von Kaššu